# Cicimechi

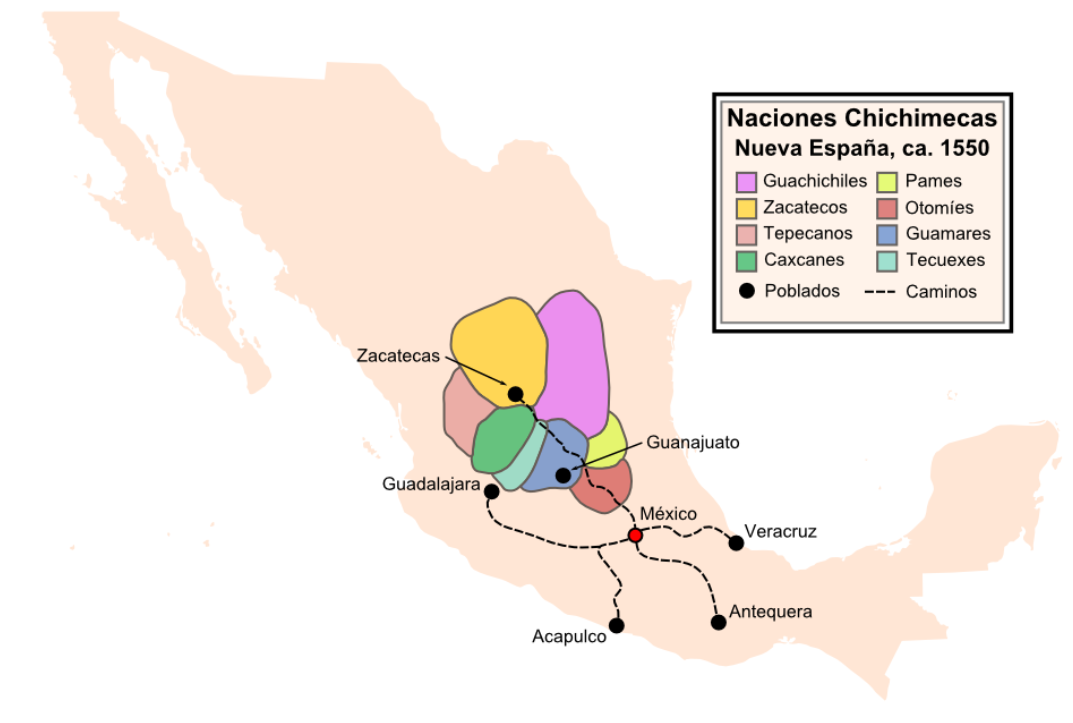
Le nazioni cicimeche al tempo della colonizzazione spagnola.

I Cicimechi o Chichimechi o Chichimeca furono una popolazione seminomade mesoamericana che proveniva dal Messico settentrionale e che si stabilì nella Valle del Messico nel XII secolo circa.
Nel 1168 i Cicimechi sconfissero i Toltechi obbligandoli ad abbandonare Tula, la loro capitale. Insediatosi nella Valle del Messico, questo popolo di cacciatori-raccoglitori intraprese, venendo a contatto con altre genti maggiormente civilizzate, un processo di sedentarizzazione e di integrazione culturale che si protrasse fino alla colonizzazione spagnola. I Cicimechi opposero una forte resistenza contro i conquistadores. Alla fine del periodo coloniale i pochi Cicimechi sopravvissuti alle guerre, alle epidemie e alle privazioni erano ormai quasi completamente assimilati alle altre popolazioni Nahua.
La principale divinità dei Cicimechi era Mixcoatl ("Serpente delle nuvole"), associato alla Stella Polare, divinità che venne integrata nel pantheon azteco in seguito al contatto tra i due popoli.

## Nella cultura di massa
I Cicimechi appaiono nel DLC Medieval II: Total War Kingdoms, un'espansione del gioco principale. Sono giocabili e sono caratterizzati dalle città di tipo mesoamericano e dalle unità simili a quelle degli Indiani d'America.